# 松福町
松福町（まつふくちょう）は、香川県高松市中心部の町丁。郵便番号は760-0067。全域が住居表示に関する法律に基づく住居表示実施地区で、一丁目〜二丁目が存在する。

## 地理
高松市役所より1.5km、高松市中心部の北東に位置し、北は市道片原町沖松島線、東は県道157号高松東港線、南はことでん志度線の鉄道敷、西は杣場川によって区切られている。一丁目は讃州製紙本社工場、二丁目は高松刑務所が大きな面積を占め、幹線道路沿いには近隣商業施設が立地しているが、それ以外は中小の町工場が点在し、一戸建ての民家やアパートなど低層住宅が多く立地している。
2010年国勢調査による人口は2586人（男1706人/女880人）、世帯数は977世帯、面積は31万6665.80m2、人口密度は8166.3人/km2。人口の男女比は約2倍であり、讃州製紙本社工場や中小の町工場などが多く立地する関係上、それらを取り巻く労働者住宅地帯としての性格が色濃い。公立小学校・中学校の校区は全域が高松第一小学校・中学校（小中一貫）に属している。
町内における都市計画法に基づく用途地域は、二丁目の全域が準工業地域、一丁目のうち市道松島町7号線以東が工業地域でいずれも容積率は200%、建ぺい率は60%、市道松島町7号線以西が容積率300%、建ぺい率80%の近隣商業地域である。
杣場川沿いを除く大部分が標高1.0m以下の低地となっており、部分的に海抜ゼロメートル地帯も存在する。そのため2004年（平成16年）8月30日から8月31日にかけて九州・中国地方を通過した台風16号はこの一帯に未曾有の高潮被害をもたらし、多くで床上浸水にまで至った上、最後まで水が引ずに浸水したままになるなど多大な物的損害を出したほか、特に被害の大きかった隣接する福岡町では逃げ遅れた高齢者が溺死するなどの人的被害も発生した。この高潮被害の詳細は高松市の歴史#台風16号 （2004年）を参照。

### 河川
- 杣場川

## 歴史
元々町域の北半分は福岡町、南半分は松島町でありその境界は非常に入り組んでいた。1964年（昭和39年）に幹線道路に区切られた当町の部分を分離し、松島町と福岡町の頭文字を取った合成地名として松福町が新設された。
古来からこの一帯は海面であったが、江戸時代の寛文7年（1667年）に松島から西潟元（現・屋島西町）へ至る堤防が築かれたことにより、志度街道（現・松島町8号線）以北の一帯が稲田として干拓された。それ以来、かつて福岡と呼ばれた地域を福岡上（現・上福岡町）とし、干拓によって新たに出来た土地を福岡下と呼ぶようになった。
1890年（明治23年）2月15日、自然村の香川郡東浜村と福岡下村の区域を以って町村制を施行し、新たに東浜村が成立した。その際、当町の部分が大字福岡下と大字東浜の境となった。1898年（明治31年）、高松刑務所が高松城西の丸から移転。1911年（明治44年）11月18日には東讃電気軌道（現・ことでん志度線）が開業し、今橋駅・今橋工場と松島四丁目駅（現・松島二丁目駅）が設置される。1921年（大正10年）1月1日、東浜村は高松市へ合併し、大字福岡下の区域に福岡町、大字東浜の区域に松島町他2町が新設された。
1945年（昭和20年）7月4日未明にはアメリカ軍による無差別絨毯爆撃「高松空襲」を受け、町内においては西部と高松刑務所が被災した。空襲で壊滅的な被害を受けた高松市中心部では大部分で土地区画整理事業（戦災復興土地区画整理事業）が施行されたが、当町の部分は対象にならず、代わりに市が事業主体となった松島土地区画整理事業が施工された。この区画整理によって現在の市道朝日町仏生山線や市道片原町沖松島線を始めとした幹線道路や多くの街路が新設・拡幅された。この区画整理事業の完工となる換地処分は1969年（昭和44年）4月30日である。区画整理実施中の1964年（昭和39年）、大部分で住居表示が実施され、松福町が新設された。

## 主要施設
掲載順は住居表示による街区符号・住居番号順
| - 高松市杣場川公園 - 本覚寺別院 - 香川県信用組合新橋支店 - マルナカ松福店 - 香川銀行通町支店 - 三伏大明神 - 香川県宅地建物取引業協会 - 四国ガス高松支店 - 南海プライウッド - 高松市消防団北部分団屯所 - ことでん今橋工場 - 毘沙門天堂 | - 建電設備四国支店 - 高松市立新開西公園 - 業務スーパー松福店 - カゴメ四国支店 - JA香川県ATM（旧松福支店） - 高松市立新開東公園 - せとうちクリニック - 永木歯科医院 - 岩部医院 - 高松市松島コミュニティセンター - 香川県土木建設会館 - ことでん志度線松島二丁目駅 - 高松刑務所 - 松福保育園 |